# 簡廷兆
簡廷兆（1998年1月16日—）是臺灣男子籃球運動員，場上主打得分後衛位置，現效力於台灣職業籃球大聯盟新北中信特攻。

## 生平
簡廷兆是新竹人，國小時曾加入籃球校隊、棒球校隊與田徑校隊，畢業於舊社國小、三峽國中、南湖高中，2016年前往美國西雅圖就讀語言學校，2017年到社區大學貝爾維尤學院就讀，2019年因為費用關係返回臺灣加入健行科技大學從大一讀起。2022年7月在P. LEAGUE+新人選秀會第一輪第六順位被臺北富邦勇士相中，8月與臺北富邦勇士完成簽約。
2025年6月30日，臺北富邦勇士宣布簡廷兆合約期滿離隊。7月21日，簡廷兆加盟台灣職業籃球大聯盟新北中信特攻。

## 外部連結
- 簡廷兆的Instagram帳戶
- 簡廷兆在fiba.basketball（英语）
- 簡廷兆在archive.fiba.com（存檔）（英语）
- 簡廷兆在fiba3x3.com（英语）
- 簡廷兆在P. LEAGUE+官網
- 簡廷兆在Eurobasket.com（球員）（英语）
- 簡廷兆在RealGM（球員）（英语）
- 簡廷兆在Flashscore（英语）